# Tesla (enhet)
|  | Wiktionary har en ordboksartikel om tesla. |

Tesla (enhetsförkortning: T), är SI-enheten för det magnetiska B-fältet (magnetisk flödestäthet, magnetfältstyrka) och för intensitet av magnetisering. Enheten är uppkallad efter Nikola Tesla. 
Man definierar 1 T som 1 Wb/m2 eller V·s/m2 (voltsekund per kvadratmeter). Ur Lorentzkraftens F = q v B (där q är laddning i coulomb (=A·s) och v är hastighet i m/s) kan man se att en tesla också är newton / ampere · meter, som i grundenheter blir kg·s−2·A−1.
{\displaystyle {\begin{aligned}{\overrightarrow {B}}&=\mu _{o}\mu _{r}{\overrightarrow {H}}\;{\text{[T]}}\\{\text{T}}&={\frac {\text{kg}}{{\text{A}}\cdot {\text{s}}^{2}}}\end{aligned}}}
Jordens magnetfält har en styrka på ungefär 50 μT (mikrotesla). Elektromagneter med järnkärna kan nå upp till någon tesla, vilket räcker för enklare magnetresonanstomografi. För att åstadkomma fält på 6–8 tesla som i högupplöst magnetisk resonanstomografi använder man supraledande magneter. 

## Äldre enheter
En tesla är 10 000 gånger större än den äldre enheten gauss i CGS-systemet.
En äldre icke SI-enhet för magnetisk flödestäthet var gamma som var lika med 10-5 gauss eller 1 nanotesla.